# Songhong Lu
Songhong Lu (chiń. 淞虹路站) – stacja metra w Szanghaju, na linii 2. Zlokalizowana jest pomiędzy stacjami Hongqiao Erhao Hangzhan Lou i Beixinjing. Została otwarta 30 grudnia 2006.